# Lista de jogos do Roblox
O Roblox, uma plataforma online de videogames e criação de jogos, é conhecido por seus diversos jogos (oficialmente referidos como "experiências") criados por usuários usando o Roblox Studio. Devido à sua popularidade, muitos desses jogos têm atraído cada vez mais atenção, com alguns alcançando milhões de jogadores ativos mensalmente. Cerca de 5.000 jogos na plataforma têm mais de um milhão de visitas, e alguns raros conseguiram ultrapassar a marca impressionante de um bilhão de visitas.
Este são alguns jogos do Roblox que capturaram a atenção da mídia.

## Jogos originais

### Adopt Me!
Adopt Me! é um jogo online massivo e multijogador, onde os jogadores originalmente simulam ser pais adotando crianças ou crianças sendo adotadas. Contudo, a verdadeira atração do jogo está na adoção e no cuidado de uma ampla variedade de animais de estimação, que podem ser trocados entre os jogadores. Em outubro de 2022, o jogo já havia registrado mais de trinta bilhões de acessos. Em junho de 2020, "Adopt Me!" tinha uma média de 600.000 jogadores simultâneos, tornando-se o título mais popular no Roblox. O elevado custo dos animais de estimação dentro do jogo, com alguns exemplares raros chegando a ser vendidos por até 100 dólares, levou ao surgimento de muitos golpistas. Como a base de usuários de Adopt Me! tende a ser mais jovem em comparação com a média dos jogadores do Roblox, esses usuários são mais suscetíveis a fraudes. A Uplift Games, estúdio responsável pelo jogo, arrecadou mais de 16 milhões de dólares principalmente através de microtransações. Além disso, o jogo foi premiado com três troféus no Bloxy Awards de 2020.

### Bee Swarm Simulator
Bee Swarm Simulator é um jogo incremental desenvolvido por Onett, onde os jogadores são seguidos por abelhas que coletam pólen e o transformam em mel, além de defenderem os jogadores contra multidões hostis. O jogo utiliza missões, eventos e diversos recursos para manter o interesse dos jogadores e incentivá-los a continuar jogando. Sophia Kim, do Los Angeles Times High School Insider, elogiou a simplicidade do jogo, afirmando que "ele não tenta disfarçar nada", e destacou o quanto o jogo pode ser viciante. Bee Swarm Simulator foi um dos participantes do evento "The Classic" do Roblox e também fez parte da caça aos ovos de 2020, conhecida como Egg Hunt, em 2020.

### Blade Ball
Blade Ball é um jogo de ação que mistura a dinâmica da queimada com combates de espada. Os jogadores utilizam uma variedade de espadas para se defender de uma bola que se aproxima rapidamente. À medida que o jogo avança, a bola acelera a cada rodada e persegue os jogadores, tornando o desafio cada vez mais difícil e mais intenso.

### Brookhaven RP
Brookhaven RP (também conhecido simplesmente como Brookhaven) é um jogo online multijogador em que os jogadores participam de role-plays interativos com outros usuários. Este jogo é um exemplo destacado do gênero de roleplay, que é bem representado por vários jogos populares no Roblox. "Brookhaven RP" já alcançou a marca de mais de 1.000.000 de jogadores simultâneos em determinado momento. Além disso, o jogo foi indicado na categoria "Videogame Favorito" tanto no Kids' Choice Awards de 2022 quanto no de 2023 ( .

### Doors
DOORS é um jogo de terror roguelite em primeira pessoa, desenvolvido pelos estúdios independentes LSPLASH e Red. Inspirado no jogo Rooms, também do Roblox, o objetivo dos jogadores é abrir portas , atravessando uma série de quartos de hotel e posteriormente uma mina subterrânea, aprendendo com os erros para avançar e eventualmente escapar. Durante o jogo, os jogadores podem encontrar e coletar itens que os ajudam a progredir. No entanto, eles também enfrentam criaturas chamadas "entidades" (como Screech, Figure e Seek) que tentam matá-los, enquanto outras, como Guiding Light, El Goblino e Jeff, te dão ou podem oferecer assistência. O progresso dos jogadores é exibido através de conquistas selecionadas pelo próprio jogador no lobby do jogo e um contador de mortes.
DOORS foi lançado em 10 de agosto de 2022 e rapidamente conquistou popularidade, atingindo a marca de 1 bilhão de visitas em novembro do mesmo ano. Em 29 de janeiro de 2023, o jogo recebeu uma grande atualização que renovou o ambiente do hotel e introduziu uma referência ao jogo Rooms (Jogo em que DOORS se inspirou) na forma de um nível secreto renovado. Mais tarde, em 26 de agosto de 2023, foram adicionados modificadores que permitem aos jogadores alterar o jogo após completá-lo pela primeira vez. Além disso, o desenvolvimento de um já especulado segundo andar foi confirmado. DOORS também participou da primeira edição do evento "The Hunt", introduzindo um novo sub-nível chamado "The Backdoor", como também participando do "The Clássica", novamente com outro sub-nível.
Whitney Meers, da PCGamesN, descreveu o elemento de terror de DOORS como "assustador demais para os YouTubers lidarem". Carlos Mestre, do TheGamer, chamou o jogo de uma "aventura arrepiante" e destacou que o hotel onde se passa a trama tem um estilo "vitoriano". Em dezembro de 2022, "DOORS" colaborou com a Makeship para lançar pelúcias do personagem Screech. Colaborações posteriores com a Makeship trouxeram pelúcias limitadas do personagem Seek, disponíveis até 2 de junho de 2023, e pelúcias do El Goblino, disponíveis até 1 de setembro de 2023. Além disso, DOORS colaborou com outro jogo do Roblox, Tower Heroes, apresentando El Goblino como um personagem especial por tempo limitado.

### Epic Minigames
Epic Minigames é um jogo desenvolvido pela TypicalType, no qual os jogadores participam de uma variedade de minijogos, que incluem desde percursos de parkour até intensos combates. O jogo esteve presente no evento "Roblox Egg Hunt" em 2020 e ganhou ampla popularidade entre as crianças durante a pandemia de COVID-19.

### Flee the Facility
Flee the Facility é um jogo de terror e fuga desenvolvido pela AW Apps, onde os jogadores precisam escapar de uma instalação sem serem capturados pela "Besta". Em cada partida, até quatro jogadores atuam como "Sobreviventes", que devem hackear vários computadores para abrir as saídas e fugir. Um jogador assume o papel da "Besta", com a tarefa de nocautear e prender os Sobreviventes em câmaras criogênicas antes que eles consigam escapar. O jogo atingiu um marco significativo em 16 de abril de 2022, ultrapassando 3 bilhões de visitas.

### Frontlines
FRONTLINES é um jogo de tiro em primeira pessoa, que foi lançado inicialmente como uma versão beta em fevereiro de 2022 e teve seu lançamento completo em 22 de fevereiro de 2023. Desenvolvido pela equipe de cinco pessoas chamada MAXIMILLIAN, que começou o projeto em 2019, o jogo coloca duas equipes de sete jogadores umas contra as outras, competindo pela maior pontuação em cada partida. Os jogadores têm a liberdade de personalizar seu equipamento com uma variedade de armas, que podem ser ainda mais modificadas com diferentes acessórios. Além disso, os jogadores podem ajustar suas "habilidades", permitindo-lhes acessar diversos buffs e aprimoramentos durante o jogo.
Desde o seu lançamento, FRONTLINES tem recebido elogios significativos, especialmente por seus impressionantes gráficos. Críticos o descreveram como "não se parecendo com Roblox" e sendo "visualmente indistinguíveis de Call of Duty". O jogo foi diretamente comparado a títulos de sucesso como Call of Duty: Modern Warfare II. Além disso, FRONTLINES colaborou com a renomada banda de metal Metallica, adicionando um elemento único à sua experiência de jogo.

### Hide and Seek Extreme
Hide and Seek Extreme é um jogo desenvolvido por Tim7775, baseado no clássico infantil de esconde-esconde. Nele, um jogador é aleatoriamente escolhido como "It" e tem a tarefa de encontrar os outros jogadores. O jogador "It" também recebe uma habilidade especial para auxiliar na busca, enquanto os jogadores que estão escondidos têm a capacidade de provocar o "It". Os mapas geralmente se passam em diferentes ambientes de uma casa, como a sala de estar, onde os jogadores são do "tamanho de brinquedos em uma loja de brinquedos".O jogo foi elogiado pelo seu design de níveis criativo e pela jogabilidade fácil de aprender e jogar.

### Jailbreak
Jailbreak é um jogo de ação e aventura que se destaca como um dos mais populares no site, com dezenas de milhares de jogadores diários e um total de 6 bilhões de visitas até outubro de 2022. Lançado em abril de 2017, o jogo coloca os jogadores no papel de criminosos que escapam da prisão e cometem crimes como assaltos, enquanto outros jogadores assumem o papel da polícia tentando detê-los. Barry Stevens, do Entertainment Focus, comparou a dinâmica do jogo à série Grand Theft Auto. Jailbreak foi desenvolvido como uma versão mais elaborada de um jogo anterior do Roblox chamado Prison Life e conseguiu gerar mais de US$1 milhão em receita durante seu primeiro ano de operação.
Jailbreak foi apresentado no evento Ready Player One do Roblox, baseado no lançamento do filme.  Alex Balfanz, co-criador do Jailbreak, pagou sua educação de graduação da Duke University usando as receitas que o jogo lhe deu.  

### MeepCity
MeepCity é um jogo online multijogador massivo com fortes semelhanças com Club Penguin e Toontown Online. Além de seu aspecto de role-play, MeepCity permite que os jogadores personalizem animais de estimação chamados "Meeps". Alex Binello, criador de MeepCity, mencionou em 2018 que o jogo estava gerando receita suficiente para sustentar sua família, incluindo dois funcionários. Binello é reconhecido por suas estratégias, como jogar o jogo em contas alternativas para entender as reações dos novos jogadores. MeepCity foi o primeiro jogo no Roblox a alcançar a marca de 1 bilhão de visitas totais. Em julho de 2018, o jogo tinha uma média de 100.000 jogadores simultâneos. No entanto, em 2021, MeepCity enfrentou críticas devido ao número significativo de interações românticas no jogo e ao conteúdo inadequado encontrado nas festas virtuais. Em resposta, o jogo foi temporariamente colocado "em revisão" pelo Roblox em 16 de fevereiro de 2022, embora tenha retornado ao ar algumas horas depois. Simultaneamente, foi anunciado que o recurso de festas seria removido.

### Murder Mystery 2
Murder Mystery 2 é um jogo de dedução social onde os jogadores recebem papéis aleatórios a cada rodada. Um jogador é escolhido para ser o assassino, cujo objetivo é eliminar todos os outros jogadores para vencer. Outro jogador é designado como xerife e deve identificar e eliminar o assassino para garantir a vitória. Os demais jogadores são inocentes e devem sobreviver até o final da rodada. O design dos níveis do jogo recebeu elogios dos críticos.

### Nautural Disaster Survival
Natural Disaster Survival é um jogo no qual os jogadores enfrentam o desafio de sobreviver a diversos desastres naturais, como terremotos, tornados, tsunamis, incêndios, tempestades, tempestades de areia e inundações. Aqueles que conseguem sobreviver até o fim da rodada são considerados os vencedores.
Christian Vaz da PCGamesN classificou o jogo como um dos melhores jogos Roblox, comparando-o com o PlayerUnknown's Battlegrounds. No entanto, o conselho de resposta a desastres no mundo real foi criticado por Bevan Findlay, da Universidade de Auckland. Isso incluía conselhos para "sair no meio de um terremoto" ou abrigar-se dentro de casa para evitar tornados, concluindo que "é necessário evitar dicas usadas dentro do jogo na vida real". 

### Pet Simulator X
Pet Simulator X é um jogo incremental onde os jogadores colecionam uma variedade de animais de estimação. Com mais de 1.000 opções disponíveis, os jogadores podem trocar animais entre si e chocar novos pets através de ovos obtidos em uma loot box. O jogo causou controvérsia na comunidade Roblox em novembro de 2021 ao introduzir tokens não fungíveis (NFTs), marcando a primeira vez que essa tecnologia foi integrada à plataforma. Até janeiro de 2023, "Pet Simulator X" já tinha sido jogado mais de 5 bilhões de vezes. Uma sequência chamada "Pet Simulator 99" foi lançada em 1º de dezembro de 2023, permitindo a transferência de animais de estimação do Pet Simulator X para o novo jogo.

### Phantom Forces
Phantom Forces é um jogo de tiro em primeira pessoa que recebeu comparações positivas com franquias como Call of Duty, Battlefield e Counter-Strike. Nele, os jogadores podem escolher armas de quatro tipos militares para cada rodada. Além disso, o jogo oferece várias mecânicas de gameplay, incluindo agachar, deitar-se de bruços, flanquear e pular para se proteger. Phantom Forces foi aclamado pelos críticos por seu design, controles e complexidade, especialmente considerando que é um jogo dentro da plataforma Roblox. O jogo recebeu três prêmios Bloxy e, em 2018, era um dos mais populares da plataforma, atraindo cerca de 10 mil jogadores diariamente.

### Piggy
Piggy é uma série de jogos episódicos de terror que mescla elementos de Peppa Pig e do jogo independente de terror Granny em um ambiente de apocalipse zumbi. Lançado no site em janeiro de 2020 por Kohl Couture, também conhecido como MiniToon, Piggy rapidamente desenvolveu um fandom significativo devido ao seu estilo narrativo episódico. O jogo alcançou a marca impressionante de 12 bilhões de jogadas até novembro de 2023. Além disso, Piggy colaborou com o Metallica em um evento especial chamado "Metallica x Piggy Event". O jogo recebeu 3 prêmios Bloxy em sua última edição, em 2021, além de um prêmio Innovation Awards em 2022.
Uma sequência de Piggy, intitulada "Piggy: Book 2", foi lançada em 12 de setembro de 2020. O último capítulo deste livro foi lançado em 23 de outubro de 2021. Em 24 de novembro de 2022, MiniToon anunciou o encerramento do jogo principal de Piggy.
A demo para outro jogo da série Piggy, chamado Piggy: Intercity, um jogo de sobrevivência em mundo aberto, foi lançada em 28 de janeiro de 2021.
Um outro jogo da série Piggy, chamada de PIG 64, um jogo de ação e plataforma em mundo aberto, foi lançada em 21 de junho de 2024. O jogo foi lançado pelo Time i2R em colaboração com MiniToon.

### Project Lazarus
Project Lazarus: Zombies é um jogo de tiro em primeira pessoa desenvolvido pela logitech101, fortemente inspirado no modo Call of Duty: World at War: Zombies. Nele, os jogadores enfrentam uma horda de zumbis em um dos dois mapas disponíveis, ambos baseados em locais icônicos do Call of Duty: World at War: Zombies. Os jogadores podem comprar e melhorar armas, incluindo a lendária arma de raios do Call of Duty, além de adquirir Perk-A-Cola e desbloquear novas áreas do mapa. Desde então, outros jogos com a mesma jogabilidade baseada em Call of Duty: World at War: Zombies foram lançados, como o Michael's Zombies.

### Rainbow Friends
Rainbow Friends é um jogo de horror episódico desenvolvido por Roy & Charcle, no qual os jogadores tentam escapar de um grupo titular de monstros (chamados Blue, Green, Orange, Purple, Yellow e Cyan) enquanto coletam itens para progredir. Os jogadores têm a opção de se esconder em uma caixa para evitar de serem detectados. O Capítulo 1 foi lançado em 1º de julho de 2022. O Capítulo 2, lançado em 2 de junho de 2023, se passa no parque de diversão fictício Odd World. Jacqueline Zalace, do The Gamer, descreveu o jogo como uma "viagem de campo temática de horror à la Miss Frizzle, onde monstros te atraem para um parque temático assustador para coletar itens".

### Rift Royale
Rift Royale foi um jogo Battle Royale desenvolvido pela Easy.gg, conhecida por outros sucessos como BedWars e Islands. Inspirado em Fortnite Battle Royale, o jogo visava criar uma experiência competitiva de destaque dentro das limitações da plataforma Roblox. Infelizmente, em agosto de 2022, o jogo foi encerrado devido a uma onda massiva de exploiters (hackers), que tornaram impossível para os desenvolvedores manterem a integridade e funcionalidade do jogo. Os desenvolvedores declararam que o que pretendiam fazer não era viável na plataforma. Até o seu encerramento, o jogo acumulou 29 milhões de visitas.

### Royale High
Royale High, originalmente conhecido como Fairies and Mermaids Winx High School, é um jogo online multijogador massivo desenvolvido por Callmehbob. Ambientado em um universo mágico, o jogo se passa em uma escola onde os jogadores podem se vestir como membros da realeza ou criaturas sobrenaturais. Lançado em 2017, Royale High acumulou mais de 8,2 bilhões de visitas até outubro de 2022, com uma grande quantidade de jogadores simultâneos regularmente, o que o coloca entre os jogos mais populares da plataforma Roblox.

### Scuba Diving at Quill Lake
Scuba Diving at Quill Lake é um jogo de exploração submarina onde os jogadores exploram o fundo do oceano em busca de vários tesouros. Ao vender esses tesouros, os jogadores podem desbloquear novos equipamentos que permitem explorar cavernas subaquáticas. Robert Earl Wells III, da Lifewire, elogiou o jogo como sendo perfeito para jogar antes de dormir, sem causar muito nervosismo.

### Slap Battles
Slap Battles é um jogo de luta onde os jogadores são colocados em uma arena com luvas e competem para derrubar os outros jogadores. Utilizando as luvas, os jogadores tentam golpear seus oponentes até que eles caiam da arena. O jogo também participou da primeira edição de The Hunt, apresentando uma missão dentro do jogo. Jupiter Hadley, escrevendo para Pocket Gamer, recebeu o jogo de forma positiva, descrevendo-o como "uma diversão boba e maluca".

### Speed Run 4
Speed Run 4 é um jogo de plataforma desenvolvido por Vurse. Nele, os jogadores enfrentam o desafio de completar 31 níveis temáticos diferentes o mais rápido possível. Após completar o jogo principal, os jogadores podem desbloquear diferentes "dimensões", que modificam os temas de cada nível do jogo. A escolha da música e a jogabilidade de estilo ágil foram aspectos elogiados. Em junho de 2021, o jogo alcançou a marca impressionante de um bilhão de visitas. Além disso, oferece modos de jogo adicionais para aumentar ainda mais o desafio para os jogadores.

### Theme Park Tycoon 2
Theme Park Tycoon 2 é um jogo de simulação de negócios onde os jogadores devem construir seu próprio parque temático dentro de um orçamento. O jogo oferece diversas mecânicas, incluindo a gestão de condições sanitárias e a criação de diversas comodidades para atrair o maior número possível de visitantes. Além disso, o jogo possui tabelas de classificação online, permitindo aos jogadores competir globalmente com base na quantidade de dinheiro acumulado e no número de visitantes em seus parques. Theme Park Tycoon 2 foi comparado favoravelmente ao clássico RollerCoaster Tycoon.

### The Mimic
The Mimic é um jogo de terror composto por quatro capítulos distintos baseados no folclore japonês, onde o jogador assume o papel principal. O jogo também participou da primeira edição de The Hunt. Allyson Cochran, escrevendo para The Gamer, elogiou os "gráficos surpreendentemente impressionantes" do jogo, sugerindo que isso poderia fazer os jogadores questionarem se realmente estão jogando Roblox. Logan Gilchrist, da Dot Esports, destacou que o jogo é "interessante porque oferece mais história do que um jogo de terror típico do Roblox".

### Tower of Hell
Tower of Hell é um jogo multiplayer de plataforma onde os jogadores enfrentam uma variedade de obstáculos para alcançar o topo de uma torre. Diferente das pistas de obstáculos tradicionais do Roblox, não há checkpoints, então se o jogador cair, geralmente volta ao início da torre. Em outubro de 2022, o jogo já havia sido jogado aproximadamente 19,2 bilhões de vezes. Na 7ª premiação anual Bloxy, o jogo foi indicado como "Melhor Jogo para jogar no Celular", mas não ganhou o prêmio.

### Welcome to Bloxburg
Welcome to Bloxburg é um jogo de simulação de vida e roleplay criado em 2014. Inspirado em The Sims. Em 2023, foi adquirido pelo Embracer Group através da Coffee Stain Gothenburg, uma subsidiária criada especificamente para o desenvolvimento de Bloxburg. Até novembro de 2023, o jogo já havia acumulado 8 bilhões de jogadas. "Welcome to Bloxburg" também foi utilizado como uma ferramenta educativa no acampamento de verão Junior Builder Camp, onde ensina crianças sobre construção de casas através de simulação virtual.
O jogo custava 25 Robux para poder acessar, mas ficou de graça em 15 de junho de 2024.

### Work at a Pizza Place
Work at a Pizza Place é um jogo onde os jogadores colaboram para atender pedidos em uma pizzaria. Considerado um clássico entre os usuários do Roblox, é um dos jogos mais antigos ainda populares na plataforma, e seu criador atribui seu sucesso à capacidade do jogo de promover interação social. O jogo recebeu elogios pela mecânica de dirigir automóveis. Foi o primeiro jogo no Roblox a alcançar a marca de 100 milhões de jogadas e, desde então, acumulou mais de 4 bilhões de jogadas até outubro de 2022.

## Jogos licenciados
Esses jogos são baseados em propriedades intelectuais separadas do Roblox e possuem licenças dos proprietários para utilização dentro da plataforma.

### The Co-Worker Game
"The Co-Worker Game" é uma loja virtual oficial da IKEA com inauguração prevista para 24 de junho de 2024. Este jogo se destaca por ser a primeira vez que trabalho remunerado será oferecido na plataforma. A IKEA planeja contratar e remunerar dez jogadores como funcionários da loja dentro do jogo.

### Five Nights at Freddy's: Survival Crew
Five Nights at Freddy's: Survival Crew é um jogo de terror baseado na franquia Five Nights at Freddy's de Scott Cawthon. Na descrição do jogo, os jogadores assumem o papel do "mais novo membro da equipe da Fazbear Security". Desenvolvido pela Metaverse Team Frights com supervisão de Cawthon, o jogo foi lançado acidentalmente em 20 de dezembro de 2023, devido a uma má interpretação das instruções dadas pela equipe por Cawthon. O lançamento precipitado resultou em uma reação negativa dos fãs da série, que criticaram o jogo por estar inacabado. Rishabh Sabarwal, da Dexerto, descreveu a jogabilidade como um clone de Dead by Daylight. No mesmo dia, o jogo foi encerrado depois que Cawthon tomou conhecimento de seu lançamento antecipado. Ele declarou que o jogo "não estava de forma alguma pronto para ser lançado ao público" e prometeu que ele receberá um lançamento adequado em 2024.

### Hyundai Mobility Adventure
Hyundai Mobility Adventure é um espaço virtual que destaca os veículos da Hyundai Motor Company e "soluções de mobilidade do futuro". O serviço iniciou sua fase beta aberta em 1º de setembro de 2021 e oficialmente lançado em 14 de outubro de 2021. No jogo, os jogadores podem experimentar dirigir veículos como o Hyundai Ioniq 5 e explorar conceitos de mobilidade avançada, incluindo mobilidade aérea urbana, veículos especialmente construídos e tecnologia robótica.

### Mechamato Robot Battle
Mechamato Robot Battle é um jogo de aventura baseado na série animada Mechamato, ambientado no universo BoBoiBoy e desenvolvido pela Monsta Game. Lançado em 15 de outubro de 2022, o jogo permite que os jogadores subam de nível ao enfrentar uma legião de robôs malvados e coletar moedas enquanto exploram a cidade de Kota Hilir.

### Party!!! at Olivia's Place
Festa!!! at Olivia's Place é um advergame de hangout virtual com tema em torno de Olivia Rodrigo.  Apresenta uma caça ao tesouro com o tema de seu segundo álbum, Guts,  e três músicas desse álbum. 

### Sonic Speed Simulator
Sonic Speed Simulator é um jogo de plataforma incremental baseado no Sonic the Hedgehog, desenvolvido pela Gamefam Studios em parceria com a Sega of America. No jogo, os jogadores avançam de nível movendo-se e coletando Chaos Orbs para aumentar sua velocidade e habilidade de salto. Inicialmente lançado em 13 de abril de 2022 como um jogo beta pago, custando 50 Robux para acesso, tornou-se oficialmente "free-to-play" três dias depois. Durante a primeira semana de lançamento, o jogo alcançou 70 milhões de jogadas e teve 275 mil jogadores simultâneos, quebrando o recorde de maior lançamento no Roblox. Em seus primeiros quatro meses, alcançou 500 milhões de visitas.

### SpongeBob Simulator
SpongeBob Simulator é um jogo incremental baseado em Bob Esponja Calça Quadrada, desenvolvido pela Gamefam Studios em colaboração com Nickelodeon e Paramount Global. No jogo, os jogadores controlam seus avatares ou personagens da franquia enquanto exploram a Fenda do Biquíni para coletar dobrões e rubis, utilizando seus "amigos" (pets) para ajudar na coleta de moedas. As moedas podem ser usadas para comprar diversos itens, como montarias para barcos, slots adicionais para amigos e o Octuple Clam Open, que permite a abertura simultânea de oito mariscos. Uma versão beta paga do jogo foi lançada em 9 de setembro de 2023. Originalmente planejado para ser lançado em 26 de janeiro de 2024, o jogo teve sua data de lançamento remarcada para 2 de fevereiro de 2024.

## Jogos não licenciados
Esses jogos que são baseados em propriedades intelectuais de outras empresas, mas não possuem uma licença oficial dessas empresas para serem desenvolvidos ou distribuídos. Esses jogos são conhecidos como "fan games" não licenciados.

### 3008
3008 é um jogo de terror de mundo aberto onde os jogadores exploram um "IKEA infinito", repleto de suprimentos para construir bases ou se alimentar, enquanto enfrentam funcionários hostis da IKEA que se tornam agressivos à noite. O jogo é baseado no SCP-3008, parte do universo da Fundação SCP.

### Anime Fighting Simulator
Anime Fighting Simulator é um jogo de luta desenvolvido pela BlockZone. Nele, os jogadores podem escolher entre vários personagens jogáveis de diferentes mangás, animes e videogames, como Final Fantasy VIII. O jogo oferece um modo de torneio competitivo e um modo de história para os jogadores explorarem.

### Apeirophobia
Apeirophobia é um jogo de fuga de terror episódico baseado na creepypasta das Backrooms. Nele, os jogadores enfrentam puzzles desafiadores enquanto tentam escapar dos "níveis" do jogo e evitam encontros com entidades assustadoras. O jogo foi comparado ao Outlast e ainda está em desenvolvimento contínuo.em fase alfa. 

### Bedwars
BedWars é um jogo desenvolvido pela Easy.gg, inspirado no popular minijogo do Minecraft com o mesmo nome, criado por fãs. Assim como na versão original, os jogadores precisam proteger suas camas enquanto tentam destruir as camas dos adversários. Uma diferença significativa em relação ao Minecraft é a inclusão de uma variedade maior de armas para utilizar durante o jogo.

### Blox Fruits
Blox Fruits é um jogo de ação e luta criado pela Gamer Robot, inspirado no mangá e anime One Piece. No jogo, os jogadores podem escolher entre ser um mestre espadachim, um poderoso usuário de frutas especiais, um especialista em artes marciais ou um habilidoso usuário de armas. Eles navegam pelos mares, explorando diversas ilhas separadas em três oceanos distintos. Sua jogabilidade se centraliza principalmente nos itens-titulares chamados de "frutas blox", que conferem aos jogadores vantagens e desvantagens em batalhas contra inimigos e chefes poderosos. O jogo foi elogiado pelo VG247 por ser um dos mais ricos em conteúdo disponíveis no Roblox. Desde seu lançamento, Blox Fruits já foi jogado mais de 31 bilhões de vezes até março de 2024. Uma atualização significativa do jogo, conhecida como Atualização 20, gerou um grande aumento de jogadores, levando a interrupções nos servidores do Roblox devido ao influxo de usuários.

### Pokémon Brick Bronze
Pokémon Brick Bronze foi um RPG lançado em 2015 pela Llama Train Studio no Roblox. Embora inspirado pela franquia Pokémon, não tinha afiliação oficial com a Nintendo. O jogo permitia aos jogadores explorar um mundo extenso e capturar Pokémon, utilizando modelos 3D em estilo pixel art para representar cada criatura. Durante seu auge, Pokémon Brick Bronze era um dos jogos mais populares do Roblox, frequentemente atraindo dezenas de milhares de usuários simultâneos. No entanto, em abril de 2018, o jogo foi removido da plataforma pelos administradores do Roblox, supostamente devido a questões de direitos autorais levantadas pela Nintendo. A remoção deixou uma lacuna significativa na comunidade de jogos Pokémon do Roblox, devido à sua complexidade e ao seu grande número de jogadores ativos. Os gráficos do jogo seguiam o estilo de blocos 3D característico do Roblox, com Pokémon representados de forma detalhada através de modelos 3DS em pixel art, o que contribuiu para sua popularidade entre os fãs da série.
Pokémon Brick Bronze era semelhante a um jogo portátil tradicional da série Pokémon. Os jogadores começavam escolhendo um dos 21 Pokémon iniciais disponíveis, selecionados de vários jogos da franquia. O jogo apresentava um sistema de combate baseado em turnos, fiel aos jogos Pokémon originais, onde os jogadores batalhavam contra treinadores NPC e outros inimigos Pokémon. Os elementos de gameplay incluíam a captura de Pokémon selvagens, treinamento de Pokémon, e a exploração de um vasto mundo dentro do jogo. Cada Pokémon era representado por modelos 3D em estilo pixel art, mantendo a estética característica do Roblox. A variedade de Pokémon disponíveis e a fidelidade ao sistema de batalha tradicional da série contribuíram para o apelo e popularidade de Pokémon Brick Bronze entre os fãs de Pokémon no Roblox.
Luke Binns, do Softonic, elogiou Pokémon Brick Bronze por sua expansividade, afirmando que "Ao jogar Pokémon Brick Bronze, você pode pensar que está jogando o Pokémon de verdade". David Jagneaux também teve uma visão positiva do jogo, destacando suas "ideias originais o suficiente para ocupar vários dias do seu tempo". No entanto, Steven Asarch, escritor do Player-One, criticou negativamente o jogo, apontando o que considerou uma "má implementação do sistema de batalha".

### Ryanair Roblox
Ryanair Roblox é um fangame baseado na companhia aérea irlandesa Ryanair, desenvolvido por Sebastian Codling, um jovem desenvolvedor de jogos de 11 anos. Semelhante à vida real, os jogadores precisam comprar "ingressos" para embarcar nos voos do jogo, sendo os ingressos de "valor" gratuitos. Além disso, os jogadores podem se candidatar a empregos dentro do jogo. Ryanair Roblox celebrou seu milionésimo voo em outubro de 2023. Richard Currie, do The Register, observou que os jogadores que assumem esses empregos parecem levar seus papéis a sério e desenvolvem um estranho carinho pela Ryanair.

### Total Roblox Drama
Total Roblox Drama é um jogo de história baseado na franquia de TV Total Drama. Nele, os jogadores são divididos em equipes e competem em desafios, correndo o risco de serem eliminados pelos colegas. Eventualmente, as equipes podem se fundir. Uma característica única do jogo é a presença de uma "estátua de segurança", que permite ao jogador salvar a si mesmo ou outros da eliminação. Total Roblox Drama também participa da primeira edição de The Hunt.